# Nossa Senhora de Guadalupe (Évora)
Nossa Senhora de Guadalupe, ou Guadalupe, é uma povoação portuguesa do Município de Évora que foi sede da extinta Freguesia de Nossa Senhora de Guadalupe, freguesia que tinha 67,17 km² de área e 465 habitantes (2011), e, por isso, uma densidade populacional de 6,9 hab/km². 
A Freguesia de Nossa Senhora de Guadalupe foi extinta em 2013, no âmbito de uma reforma administrativa nacional, para, em conjunto com a Freguesia de Nossa Senhora da Tourega, formar uma nova freguesia denominada União das Freguesias de Nossa Senhora da Tourega e Nossa Senhora de Guadalupe com sede em Nossa Senhora da Tourega.
A Freguesia de Nossa Senhora de Guadalupe havia sido criada em 1985, desmembrando-se da freguesia vizinha de Nossa Senhora da Graça do Divor no território que havia constituído a antiga freguesia de São Matias.

## População
| População da freguesia de Nossa Senhora da Tourega | População da freguesia de Nossa Senhora da Tourega | População da freguesia de Nossa Senhora da Tourega | População da freguesia de Nossa Senhora da Tourega | População da freguesia de Nossa Senhora da Tourega | População da freguesia de Nossa Senhora da Tourega | População da freguesia de Nossa Senhora da Tourega | População da freguesia de Nossa Senhora da Tourega | População da freguesia de Nossa Senhora da Tourega | População da freguesia de Nossa Senhora da Tourega | População da freguesia de Nossa Senhora da Tourega | População da freguesia de Nossa Senhora da Tourega | População da freguesia de Nossa Senhora da Tourega | População da freguesia de Nossa Senhora da Tourega | População da freguesia de Nossa Senhora da Tourega |
| -------------------------------------------------- | -------------------------------------------------- | -------------------------------------------------- | -------------------------------------------------- | -------------------------------------------------- | -------------------------------------------------- | -------------------------------------------------- | -------------------------------------------------- | -------------------------------------------------- | -------------------------------------------------- | -------------------------------------------------- | -------------------------------------------------- | -------------------------------------------------- | -------------------------------------------------- | -------------------------------------------------- |
| 1864                                               | 1878                                               | 1890                                               | 1900                                               | 1911                                               | 1920                                               | 1930                                               | 1940                                               | 1950                                               | 1960                                               | 1970                                               | 1981                                               | 1991                                               | 2001                                               | 2011                                               |
|                                                    |                                                    |                                                    |                                                    |                                                    |                                                    |                                                    |                                                    |                                                    |                                                    |                                                    |                                                    | 517                                                | 495                                                | 465                                                |

Criada pela Lei nº 128/85, de 04 de Outubro, com lugares desanexados da freguesia de Nossa Senhora da Graça do Divor

## Património
- Cromeleque dos Almendres
- Menir dos Almendres
- Castelo de Giraldo
- Anta Grande do Zambujeiro